# Zastrużne
Zastrużne (deutsch Sastrosnen, 1938 bis 1945 Schlangenfließ) ist ein Dorf in der polnischen Woiwodschaft Ermland-Masuren und gehört zur Gmina Orzysz (Stadt- und Landgemeinde Arys) im Powiat Piski (Kreis Johannisburg).

## Geographische Lage
Zastrużne liegt in der östlichen Woiwodschaft Ermland-Masuren, 25 Kilometer nördlich der Kreisstadt Pisz (deutsch Johannisburg).

## Geschichte
Das kleine Dorf – nach 1785 Sastrusnen, nach 1820 Satrosnen, nach 1898 Sastroßnen und bis 1938 Sastrosnen genannt – wurde 1477 durch den Deutschen Ritterorden als Freigut mit zehn Hufen nach Magdeburger Recht gegründet.
Der Ort gehörte zum Kreis Johannisburg im Regierungsbezirk Gumbinnen (ab 1905: Regierungsbezirk Allenstein) in der preußischen Provinz Ostpreußen. Von 1874 bis 1945 war er in den Amtsbezirk Dombrowken (ab 1930 „Amtsbezirk Eichendorf“) eingegliedert.
153 Einwohner zählte Sastrosnen im Jahre 1910, 1933 waren es noch 138. 
Aufgrund der Bestimmungen des Versailler Vertrags stimmte die Bevölkerung im Abstimmungsgebiet Allenstein, zu dem Sastrosnen gehörte, am 11. Juli 1920 über die weitere staatliche Zugehörigkeit zu Ostpreußen (und damit zu Deutschland) oder den Anschluss an Polen ab. In Sastrosnen stimmten 100 Einwohner für den Verbleib bei Ostpreußen, auf Polen entfielen keine Stimmen.
Am 3. Juni (amtlich beglaubigt am 16. Juli) 1938 wurde Sastrosnen aus politisch-ideologischen Gründen der Abwehr fremdländisch klingender Ortsnamen in „Schlangenfließ“ umbenannt. Die Einwohnerzahl belief sich 1939 auf 150.
In Kriegsfolge kam der Ort 1945 mit dem gesamten südlichen Ostpreußen zu Polen und erhielt die polnische Namensform „Zastrużne“. Heute ist das kleine Dorf mit dem Nachbarort Drozdowo (Drosdowen, 1938 bis 1945 Drosselwalde) Sitz eines Schulzenamtes (polnisch Sołectwo) und somit Ortschaft im Verbund der Stadt- und Landgemeinde Orzysz (Arys) im Powiat Piski (Kreis Johannisburg), bis 1998 der Woiwodschaft Suwałki, seither der Woiwodschaft Ermland-Masuren zugehörig.

## Kirche
Vor 1945 war Sastrosnen resp. Schlangenfließ in die evangelische Kirche Eckersberg (polnisch Okartowo) in der Kirchenprovinz Ostpreußen der Kirche der Altpreußischen Union sowie in die römisch-katholische Kirche Johannisburg (polnisch Pisz) im Bistum Ermland eingepfarrt.
Heute gehört Zastrużne katholischerseits zur Pfarrei Szymonka (Schimonken, 1938 bis 1945 Schmidtsdorf) mit der Filialkirche in Dąbrówka (Dombrowken, 1929 bis 1945 Eichendorf), die in das Bistum Ełk der Römisch-katholischen Kirche in Polen eingegliedert ist. Die evangelischen Einwohner halten sich zur Kirchengemeinde in der Kreisstadt Pisz bzw. der Stadt Ryn (Rhein) in der Diözese Masuren der Evangelisch-Augsburgischen Kirche in Polen.

## Verkehr
Zastrużne liegt unweit der polnischen Landesstraße 16 (frühere deutsche Reichsstraße 127) und ist über Drozdowo (Drosdowen, 1938 bis 1945 Drosselwalde) auf der Nebenstraße 1698N zu erreichen. Die nächste Bahnstation ist Tuchlin (Tuchlinnen) und liegt an der – allerdings nicht mehr regulär befahrenen – Bahnstrecke Czerwonka–Ełk (deutsch Rothfließ–Lyck).